# Cap Honduras
Le Cap Honduras ou Punta de Caxinas ou Punta Castilla , est situé sur la mer des Caraïbes sur la côte nord de la République du Honduras, dans le département de Colón. Ce cap, en direction ouest, forme la baie de Trujillo.
Christophe Colomb a visité le Cap Honduras lors de son quatrième voyage en Amérique, lorsqu'il a traversé la côte centraméricaine avec ses navires entre juillet 1502 et mai 1503. Le 1er août 1502, il découvrit la partie continentale de l'Amérique centrale à partir du Cap Honduras.